# Honda CBR 1000RR Fireblade
Honda CBR 1000RR Fireblade – sportowy motocykl Hondy produkowany od 2004 roku będący następcą modelu CBR 954RR Fireblade.

## 2004 - 2005 (SC57a)
W motocyklu zastosowano większość rozwiązań konstrukcyjnych i stylistycznych z mniejszego motocykla CBR 600RR. Wielką zmianą w stosunku do poprzednika jest wprowadzenie nowego silnika o pojemności 998 cm³, dzięki czemu motocykl mógł na równi konkurować z motocyklami klasy 1000 cm³. Wprowadzono kilka rozwiązań które później zastosowano również w CBR 600RR. Są to m.in. zaciski hamulcowe montowane promieniowo, zawieszenie przednie typu Upside-Down, elektronicznie sterowany amortyzator skrętu, zawór sterujący przepływem spalin, kasetowa skrzynia biegów, alternator z magnesami neodymowymi, pokrywy silnika wykonane z magnezu.
Model 2005 różni się jedynie malowaniem motocykla.

## 2006 - 2007 (SC57b)

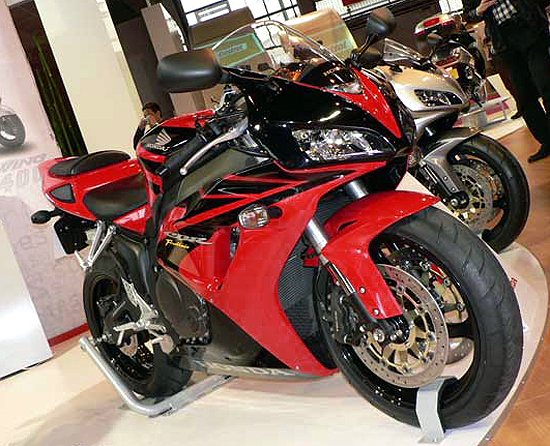
CBR 1000RR model 2006

W modelu 2006 wprowadzono głównie zmiany stylistyczne oraz wprowadzono kilka zmian w silniku oraz podwoziu.
Model 2007 różni się jedynie malowaniem motocykla.

## 2008 - 2011 (SC59)

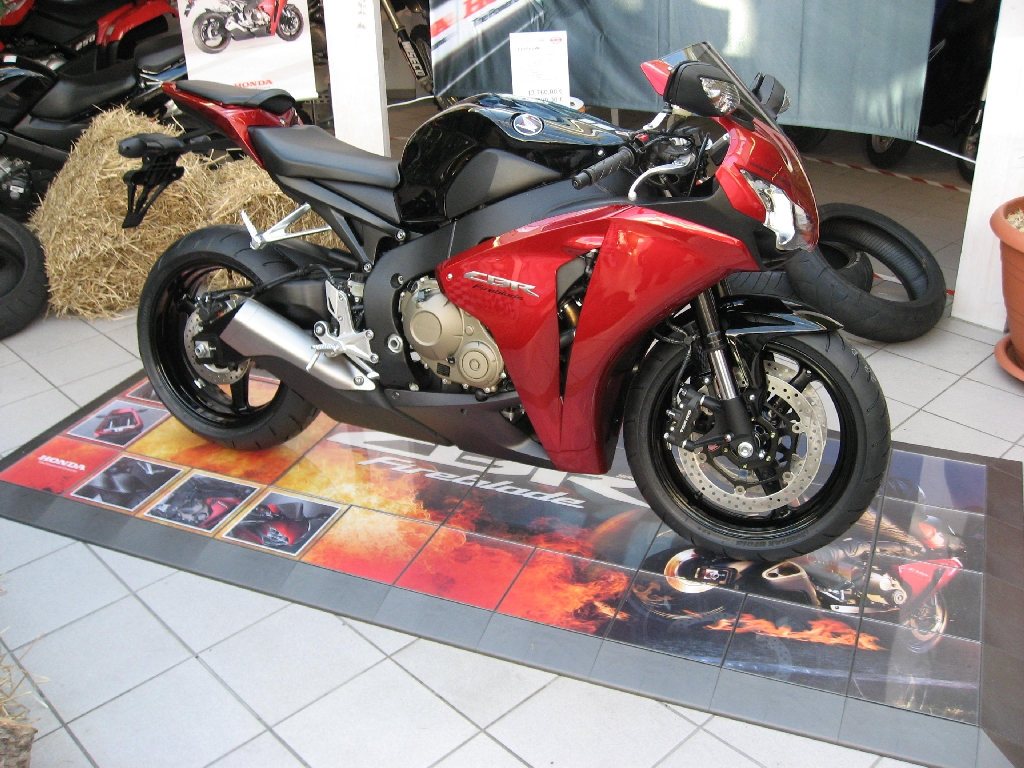
CBR 1000R model 2008

Model 2008 znacząco przebudowano. Nowa stylistyka nadwozia - w szczególności przednia owiewka - jest najbardziej rozpoznawalną cechą modelu. Nowy układ wydechowy, zwany "underslung" z charakterystyczną krótką końcówką i właściwym tłumikiem umieszczonym pod silnikiem poprawia uzyskanie odpowiedniego rozkładu mas. Nowy, lżejszy i bardziej kompaktowy silnik ma pojemność 999,8 cm³. Moc silnika zwiększono o 8 KM. Wprowadzono sprzęgło antyhoppingowe, redukujące efekt hamowania silnikiem. Rama jest wykonana z czterech odlewów dzięki czemu zmniejszono masę o 2,5 kg. Zastosowano zaciski hamulcowe typu monoblock.
Modele 2009, 2010, 2011 różnią się malowaniem motocykla.

## 2012
Na rok 2012 Honda przygotowała nową wersję Fireblade'a, podstawowe zmiany to: nowa przednia owiewka, ulepszony układ wtryskowy, przedni widelec w układzie Big Piston, w tylnym wahaczu zastosowano dwururowy amortyzator Showa, nowe 12 ramienne felgi, zintegrowany spoiler pod lampami oraz wyświetlacz LCD ,zamiast analogowych wskaźników.